# Arimatheum
Arimatheum byl spolek existující v Československu po druhé světové válce, jehož účelem byla propagace pohřbívání do země. Spolek byl podporován římskokatolickou církví[zdroj⁠?!], která hlásala, že kremace mrtvol, která se v průběhu 20. století postupně značně rozšířila, je v rozporu s křesťanskou vírou.